# Wendlandia cambodiana
Wendlandia cambodiana är en måreväxtart som beskrevs av Charles-Joseph Marie Pitard. Wendlandia cambodiana ingår i släktet Wendlandia och familjen måreväxter.
Artens utbredningsområde är Kambodja. Inga underarter finns listade i Catalogue of Life.